# Stratodus
Stratodus es un género de peces prehistóricos de la familia Stratodontidae, del orden Alepisauriformes. Este género marino fue descrito científicamente por Cope en 1872.

## Especies
Clasificación del género Stratodus:
- † Stratodus Cope 1872
  - † Stratodus apicalis (Cope 1872)